# Alfeios
Alfeios (řecky Αλφειός), zvaná také Roufias nebo Charbon, je řeka v Řecku, přítok Jónského moře. Měří 110 km, je nejdelší řekou Peloponésu a osmou nejdelší řekou celého Řecka. Pramení v arkádském pohoří Parnon, protéká plání Megalopolis, její dolní tok na území Élidy vytváří úrodnou údolní nivu, vlévá se do moře jižně od města Pyrgos. V deltě řeky se nacházelo jezero Agoulinitsa, které bylo v roce 1968 vysušeno a jeho dno proměněno na ornou půdu. Proud unáší velké množství sedimentů. Nejvýznamnějšími přítoky jsou Ladonas a Erymanthos, oblast okolo jejich soutoku se nazývá Tripotamia („tři řeky“). Na řece byly zbudovány přehrady sloužící k zavlažování i výrobě elektrické energie. Povodí Alfeia je významnou zemědělskou oblastí, v obci Kaliani se nachází velká továrna na ovocné šťávy, nazvaná podle řeky Alfeios Rodi. V oblasti Megalopolis se těží lignit. Řeka je také vyhledávaná raftaři.

## Význam v kultuře
V antickém období byla řeka uctívána jako sídlo stejnojmenného boha, syna Okeana a Téthys. Publius Vergilius Maro uvádí legendu, podle níž se Alfeios na lovu zamiloval do nymfy Arethusy, která před ním prchla podzemní chodbou na ostrov Ortygia u sicilského pobřeží (řeka Alfeios je na svém horním toku ponorná, což vedlo k domněnkám, že teče pod dnem Jónského moře). Řeka je spojena také s pověstí o Héraklovi, který vyčistil chlévy elidského krále Augiáše tím, že do nich svedl tok řek Alfeios a Péneios. Na rovině u města Olympie, ležícího nedaleko Alfeia, se pravidelně konaly antické olympijské hry.